# Phytobia amelanchieris
Phytobia amelanchieris är en tvåvingeart som beskrevs av Greene 1917. Phytobia amelanchieris ingår i släktet Phytobia och familjen minerarflugor. Inga underarter finns listade i Catalogue of Life.